# 창원 길상사 승가예의문
창원 길상사 승가예의문(昌原 吉祥寺 僧家禮儀文)은 대한민국 경상남도 창원시 의창구 용동에 있는 조선시대의 책이다. 2014년 1월 23일 경상남도 문화재자료 제574호로 지정되었다.

## 지정 사유
승가예의문(僧家禮儀文)은 불교의 상례에 관해 저술한 책으로 현존하는 판본이 약 5종이며, 전본이 많지 않다. 본서(本書)와 동일본이 동국대학교에 소장되어 있다. 책 상태가 양호하며 간행처와 간기가 남아 있어 임란이후의 불서판본 연구에 좋은 자료이다.

## 참고 자료
- 창원 길상사 승가예의문 - 국가유산청 국가유산포털